# Лий-Алин Бейкър
Лий-Алин Бейкър (на английски: Leigh-Allyn Baker) е американска актриса. Популярна е с ролите си на Хана Уебстер в сериала „Чародейките“, Елън в „Уил и Грейс“, както и с гласа си за ролята на Аби за анимационния сериал „Фермата на Отис“. Също популярност ѝ носи ролята на Ейми Дънкан в „Късмет, Чарли!“.

## Личен живот
Женена е за Кийт Кауфман от 2005 г. Заедно имат двама синове.

## Филмография

### Филми
- „Кофти прическа“ – Лиз
- „Късмет, Чарли! – Филмът“ (2011) – Ейми Дънкън
- The Crux (2004) – Жената
- Very Mean Men (2000) – Мари
- A Wake in Providence (1999) – Кони
- Breast Men (1997) – Пациентката
- Swing Blade (1997) – Лорън
- Inner Shadow (1997) – Гайка
- Leprechaun 3 (1995) – Сервитьорка
- Shrunken Heads (1994) – Митси

### Телевизия
- „Мики и приятели състезатели“ (2017 г.) – Допълнителни гласове
- „7 Д“ (2014 – 2016) – Кралица Прекрасна (глас)
- „Куче с блог“ (2014) – Чери Пикфорд
- So Random! (2011) – Себе си
- „Пингвините от Мадагаскар“ (2011) – Бела Бон Буено и Жена (глас)
- „Късмет, Чарли!“ (2010 – 2014) – Ейми Дънкън
- 12 Miles of Bad Road (2008) – Мерилин Хартсонг
- „Хана Монтана“ (2008 – 2009) – Мики
- „Фермата на Отис“ (2007 – 2011) – Аби, Йета, Филис, допълнителни гласове
- My Name is Earl (2007) – Никол Моусес
- In Case of Emergency (2007) – Морийн
- „Царят на квартала“ (2006) – Джесика
- „Д-р Хаус“ (2006) – Клеър
- „Американски татко!“ (2006) – Марджи (глас)
- „Адвокатите от Бостън“ (2005) – Франи Хъбър
- „Лас Вегас“ (2005) – Шарлийн
- „Шеметни години“ (2003) – Полицай Деби
- „Да, мило“ (2002) – Стейси
- „Шоуто на Джина Дейвис“ (2001) – Г-ца Сузи
- Early Edition (2000) – Кейт О'Рурк
- Family Law (1999) – Лори Каригало
- „Уил и Грейс“ (1998 – 2006; 2018) – Елън
- Fired Up (1997) – Джанет
- The Last Frontier (1996) – Джой Гарфилд
- Almost Perfect (1996) – Джина

### Видео игри
- The Secret World (2012)
- Halo Wars (2009)
- G.I. Joe: The Rise of the Cobra (2009)
- Gears of War 2 (2008)
- The Hardy Boys: The Hidden Theft (2008)
- Mass Effect (2007)
- God of War II (2007)
- Agatha Christie: Murder on the Orient Express (2006)
- Law & Order: Criminal Intent (2005)
- X-Men Legends II: Rise of Apocalypse (2005)
- EverQuest II (2004)
- X-Men Legends (2004)
- Fatal Frame II: Crimson Butterfly (2003)
- Star Trek: Elite Force II (2003)
- Command & Conquer: Renegade (2002)
- Star Trek: Voyager – Elite Force (2000)